# Synapse films
Synapse films ist ein US-amerikanisches DVD-Label, welches von Don May, Jr. gegründet und betrieben wird. Mitgründer und Partner sind Jerry Chandler und Charles Fiedler. Gegründet wurde das Unternehmen 1997 mit dem Ziel Horrorfilme und Science-Fiction-Filme in perfekter digitaler Qualität zu präsentieren.
Der Hauptfokus liegt also in der Restaurierung und dem Video Transfer von Genre Filmen die lediglich eine sehr schlechte, oder gar keine, Video-Auswertung in der Vergangenheit erhielten. Don May, Jr. hatte in der Vergangenheit bei seinem vorigen Unternehmen Elite Entertainment – er war nur Teilhaber – schon sehr viel Erfahrung im Bereich der Restauration von Filmen gesammelt, Laserdisc Veröffentlichungen von Elite Entertainment galten damals als die Besten im Horrorbereich. Diese Erfahrung kommt ihm und seinem Unternehmen natürlich heute zugute.
Der Katalog von Synapse films reicht von Euro-Horror Filmen über Dokumentationen bis hin zu japanischen Exploitation-Filmen aus den 1960er und 1970er.
2004 veröffentlichte Synapse films den kontroversen Thriller – ein unbarmherziger Film auf DVD. Die Veröffentlichung des Films war jedoch nicht weniger kontrovers wie der Film selbst. Der notorische Regisseur Bo Arne Vibenius verbreitete überall, dass Synapse films den Film von ihm einfach gestohlen habe und schrieb unter falschem Namen Drohbriefe, E-Mails und Faxe. 2002 kaufte Synapse films von Chrome Entertainment die weltweiten Vertriebsrechte für $10.000. Die Gründe, weshalb Vibenius gegen das DVD-Label vorging, sind unbekannt.
Synapse films arbeitet eng mit anderen kleinen US DVD-Unternehmen zusammen. Die Veröffentlichungen der Legends Of The Poisonous Seductress Serie entstanden zum Beispiel in Zusammenarbeit mit Panik House Entertainment. Des Weiteren hilft Synapse films Impulse pictures ihre DVD-Videos über Ryko Distribution auch in größere Einkaufsketten zu bringen.
Der aus Detroit stammende Filmemacher Nicholas Schlegel hat seine Dokumentation The Synapse Story aufgeteilt in 4 Teile bei YouTube veröffentlicht. Die Dokumentation bietet einen sehr guten Einblick in die Entstehungsgeschichte von Synapse films.

## Programmliste
| Katalog-Nummer | Medium | Titel                                                              | Fassung                               |
| -------------- | ------ | ------------------------------------------------------------------ | ------------------------------------- |
| SFD0001        |        | Document of the Dead                                               | The Special Edition                   |
| SFD0002        |        | Dario Argento’s World of Horror                                    |                                       |
| SFD0003        |        | Vampyros Lesbos                                                    | Widescreen Edition                    |
| SFD0004        |        | Deadbeat at Dawn                                                   | Special Edition                       |
| SFD0005        |        | Brain Damage                                                       |                                       |
| SFD0006        |        | Organ                                                              | The Asian Cult Cinema Collection      |
| SFD0007        |        | The Brain That Wouldn't Die                                        | Special Edition                       |
| SFD0008        |        | A Better Place                                                     | Special Edition                       |
| SFD0009        |        | Evil Dead Trap                                                     | The Asian Cult Cinema Collection      |
| SFD0010        |        | She Killed in Ecstasy                                              |                                       |
| SFD0011        |        | Beast from Haunted Cave                                            | Special Extended Version              |
| SFD0012        |        | Fatal Frames                                                       | Special Edition                       |
| SFD0013        |        | Six Days in Roswell                                                | Special Edition                       |
| SFD0014        |        | Exorcism                                                           | Special Edition                       |
| SFD0015        |        | Triumph Of The Will                                                | Special Edition                       |
| SFD0016        |        | The Grapes of Death                                                | Special Edition                       |
| SFD0017        |        | The Image                                                          | Widescreen Edition                    |
| SFD0018        |        | Invasion, USA                                                      | Atomic Special Edition                |
| SFD0019        |        | Star Warp'd                                                        | Special Edition                       |
| SFD0020        |        | Castle of Blood                                                    | Uncensored International Version      |
| SFD0021        |        | Cold Hearts                                                        | Widescreen Edition                    |
| SFD0022        |        | Bacchanales Sexuelles                                              | Widescreen Edition                    |
| SFD0023        |        | Blue Sunshine                                                      | Limited Edition                       |
| SFD0024        |        | Flavia the Heretic                                                 | Uncensored International Version      |
| SFD0025        |        | Night Train                                                        | Special Edition                       |
| SFD0026        |        | Stacy                                                              | The Asian Cult Cinema Collection      |
| SFD0027        |        | Brain Damage                                                       | Special Limited Edition               |
| SFD0028        |        | Brutes and Savages                                                 | The Uncivilized Version               |
| SFD0029        |        | Wild Zero                                                          | The Asian Cult Cinema Collection      |
| SFD0030        |        | Entrails of a Virgin                                               | The Asian Cult Cinema Collection      |
| SFD0031        |        | The Deli                                                           | Special Edition                       |
| SFD0032        |        | Entrails of a Beautiful Woman                                      | The Asian Cult Cinema Collection      |
| SFD0033        |        | Lemora                                                             |                                       |
| SFD0034        |        | Thriller – A Cruel Picture                                         | Limited Edition                       |
| SFD0035        |        | God Has a Rap Sheet                                                | Special Edition                       |
| SFD0036        |        | The Deadly Spawn                                                   | Special Edition                       |
| SFD0037        |        | Fantasm                                                            | Widescreen Edition                    |
| SFD0038        |        | Fantasm Comes Again                                                | Widescreen Edition                    |
| SFD0039        |        | Budo – The Art of Killing                                          | The Asian Cult Cinema Collection      |
| SFD0040        |        | Olga's Girls                                                       | Special Edition                       |
| SFD0041        |        | Asian Cult Cinema                                                  | Extreme Horror Limited 4 Disc Box Set |
| SFD0042        |        | Bizarre                                                            | Special Edition                       |
| SFD0043        |        | Street Trash                                                       |                                       |
| SFD0044        |        | Thriller – They Call Her One Eye                                   | Vengeance Edition                     |
| SFD0045        |        | Long Weekend                                                       | Special Edition                       |
| SFD0046        |        | Nail Gun Massacre                                                  | Special Edition                       |
| SFD0047        |        | Effects                                                            |                                       |
| SFD0048        |        | Cyclone                                                            |                                       |
| SFD0049        |        | 42nd Street Forever Volume 1                                       | Weird, wild and crazy                 |
| SFD0050        |        | Stillwater                                                         |                                       |
| SFD0051        |        | Let Me Die A Woman                                                 | Transgendered Edition                 |
| SFD0052        |        | Triumph Of The Will                                                | Remastered Special Edition            |
| SFD0053        |        | Stalingrad                                                         |                                       |
| SFD0054        |        | Singapore Sling                                                    |                                       |
| SFD0055        |        | Rock 'N' Roll Nightmare                                            | Special Edition                       |
| SFD0056        |        | Small Gauge Trauma – 13 Shorts From The Fantasia Film Festival     |                                       |
| SFD0057        |        | Street Trash                                                       | Special Meltdown Edition              |
| SFD0058        |        | 42nd Street Forever Volume 2                                       | The Deuce                             |
| SFD0059        |        | Maniac Cop                                                         | Special Edition                       |
| SFD0060        |        | Christmas Evil                                                     | Special Edition                       |
| SFD0061        |        | 42nd Street Forever                                                | XXX-Treme Special Edition             |
| SFD0062        |        |                                                                    |                                       |
| SFD0063        |        | Snake Woman's Curse                                                | The Asian Cult Cinema Collection      |
| SFD0064        |        | Horrors Of Malformed Men                                           | Asian Cult Cinema Collection          |
| SFD0065        |        | Legends Of The Poisonous Seductress Volume 1 – Female Demon Ohyaku | The Pinky Violence Collection         |
| SFD0066        |        | Legends Of The Poisonous Seductress Volume 2 – Quick Draw Okatsu   | The Pinky Violence Collection         |
| SFD0067        |        | Legends Of The Poisonous Seductress Volume 3 – Okatsu The Fugitive | The Pinky Violence Collection         |
| SFD0068        |        | Madame O                                                           | The Asian Cult Cinema Collection      |
| SFD0069        |        | Thirst                                                             |                                       |
| SFD0070        |        | Black Roses                                                        |                                       |
| SFD0071        |        | Basket Case 2                                                      |                                       |
| SFD0072        |        | Dark Forces                                                        | Special Edition                       |
| SFD0073        |        | Strange Behavior                                                   | Special Edition                       |
| SFD0074        |        | The Rug Cop                                                        | The Minoru Kawasaki Collection        |
| SFD0075        |        | Syngenor                                                           | Special Edition                       |
| SFD0076        |        | Executive Koala                                                    | The Minoru Kawasaki Collection        |
| SFD0077        |        | Karaoke Terror – The Complete Japanese Showa Songbook              | The Asian Cult Cinema Collection      |
| SFD0078        |        | Party 7                                                            | The Asian Cult Cinema Collection      |
| SFD0079        |        | The World Sinks Except Japan                                       | The Minoru Kawasaki Collection        |
| SFD0080        |        | Patrick                                                            | Special Edition                       |
| SFD0081        |        | Exposed                                                            |                                       |
| SFD0082        |        | The Booby Hatch                                                    |                                       |
| SFD0083        |        | 42nd Street Forever Volume 3                                       | Exploitation Explosion                |
| SFD0084        |        | Home Sick                                                          | Special Edition                       |
| SFD0085        |        | Lucker the Necrophagous                                            | Director's Cut                        |
| SFD0086        |        | Wandering Ginza Butterfly                                          | The Asian Cult Cinema Collection      |
| SFD0087        |        | Wandering Ginza Butterfly 2 – She-Cat Gambler                      | The Asian Cult Cinema Collection      |
| SFD0088        |        | Header                                                             |                                       |
| SFD0089        |        | 42nd Street Forever Volume 4                                       | Cooled by Refrigeration               |
| SFD0090        |        | Rosarigasinos – Gangs From Rosario                                 |                                       |
| SFD0091        |        | Animalda                                                           |                                       |
| SFD0092        |        | Sick Girl                                                          |                                       |
| SFD0093        |        | 42nd Street Forever Volume 5                                       | Alamo Drafthouse Cinema               |
| SFD0094        |        | Stepfather II                                                      | Special Edition                       |
| SFD0095        |        | Night Of Death                                                     |                                       |
| SFD0096        |        | Battle Girl: The Living Dead In Tokyo Bay                          | The Asian Cult Cinema Collection      |
| SFD0097        |        | Graphic Sexual Horror                                              | Special Edition                       |
| SFD0098        |        | Secrets Of Sex                                                     |                                       |
| SFD0099        |        | Death Of A Snowman                                                 |                                       |
| SFD0100        | +      | Vampire Circus                                                     | The Hammer Horror Collection          |
| SFD0101        |        | Resonnances                                                        |                                       |
| SFD0102        | +      | Embodiment of Evil                                                 |                                       |
| SFD0103        | +      | The Dorm That Dripped Blood                                        | Uncensored Director's Cut             |
| SFD0104        |        | The Image                                                          | Remastered Special Edition            |
| SFD0105        |        | The Image                                                          | Remastered Special Edition            |
| SFD0106        |        | The Sweet Life                                                     |                                       |
| SFD0107        |        | Frat House Massacre                                                |                                       |
| SFD0108        | +      | The Exterminator                                                   | Unrated Director's Cut                |
| SFD0109        |        | South of Heaven                                                    |                                       |
| SFD0110        |        | Maniac Cop                                                         |                                       |
| SFD0111        |        | Frankenhooker                                                      |                                       |
| SFD0112        |        | Hammer House of Horror (5 DVD Collector's Edition)                 | The Hammer Horror Collection          |
| SFD0113        |        | Gurozuka                                                           | The Asian Cult Cinema Collection      |
| SFD0114        | +      | Thou Shalt Not Kill... Except                                      |                                       |
| SFD0115        | +      | Red Scorpion                                                       |                                       |
| SFD0116        |        | 42nd Street Forever                                                | The Blu-ray Edition                   |
| SFD0117        | +      | Twins of Evil                                                      | The Hammer Horror Collection          |
| SFD0129        | +      | Hands of the Ripper                                                | The Hammer Horror Collection          |